# Flux des métaux précieux aux XVIe et XVIIe siècles
Le XVIe siècle connaît une vitalité économique exceptionnelle. Routes commerciales internationales, découvertes de nouvelles routes maritimes dans l'Atlantique et vers les Indes orientales et occidentales. Les anciennes mines d’argent rapportent plus grâce aux progrès accomplis dans les techniques d’exploitation minière. La quête des métaux précieux, or et argent, compte parmi les principales motivations de l'expansion coloniale espagnole, et sera le motif économique de la plupart des conflits du XVIe siècle[réf. nécessaire].
L'or hongrois et l'argent d'Europe centrale ajoutent une nouvelle dimension importante au développement du commerce. L'argent d'abord apporte une contribution décisive à l'amélioration et l'extension de la circulation de pièces d'argent moyennes en Europe, facteur crucial de stabilisation monétaire. 
Le florin Carolus d’argent, créé par Charles Quint vers 1521, pesant presque 23 grammes, première pièce en argent de cette taille aux Pays-Bas espagnols n'est pas constitué de l'argent en provenance du Nouveau Monde que l’on ne trouve dans les ateliers monétaires européens qu’à partir de 1570. L’argent vient des mines découvertes depuis peu en Europe Centrale et Orientale. L'émergence du thaler comme pièce de monnaie d'argent internationale dominante au cours du XVIe siècle, en particulier à partir de la seconde moitié de ce siècle, traduit le rôle principal joué par l'Europe centrale, et l'Allemagne en particulier, à l'expansion des affaires de cette période. Le thaler du Saint-Empire romain germanique, qui prend son nom de Joachimsthal (Jáchymov), la vallée dans les monts Métallifères où l'argent était extrait très tôt atteint les Pays-Bas (La politique du début XVIe siècle favorisait toutefois la monnaie or, y compris les ducats d'or hongrois en Hollande) ainsi que la région de la Baltique montrant l'interdépendance économique de ces pays, héritée par ailleurs de la Hanse. De manière plus étendue, les Pays Bas, les pays baltes, l'Espagne et la Méditerranée sont le lieu d'échanges économique intenses. 
À la suite des conquêtes espagnoles, l'Espagne et plus particulièrement l'Andalousie, connaissent un afflux inégalé de métaux précieux en provenance du Nouveau Monde. L'empire espagnol a le monopole sur le commerce avec les territoires sous sa domination. Tout commerçant qui veut commercer avec le Nouveau Monde doit passer par des marchands espagnols et payer sa taxe à l’empereur. Ce système favorise la propagation de l'argent mexicain et péruvien (la fameuse pièce de huit réaux, calquée sur le thaler) à travers l'Europe mais aussi à travers le monde. Le phénomène commence au XVIe siècle et aboutit à une mondialisation économique.
Cet afflux d'argent conduit à une révolution des prix que l'on constate au XVIe siècle et XVIIe siècle en Europe de l'Ouest, mais aussi en Inde[réf. nécessaire], en Chine[réf. nécessaire] et dans d'autres pays.
Aux XIVe siècle, XVIIe siècle, le monde se partage d'Ouest en Est entre l'Empire espagnol et le Saint-Empire germanique des Habsbourg, le royaume d'Angleterre, le royaume de France des Valois puis des Bourbons, la république des Deux Nations polono-lituanienne et la Suède des Vasa, la Russie des Riourikides aux Romanov, les trois empires musulmans : Empire ottoman, dynastie Safavides sur l'Iran et Empire moghol sur l'Inde, la Chine impériale des Ming à Qing, et l'empereur du Japon.

## Les mines

### Or et argent
La proportion de l'or, par rapport à l'argent, dans les arrivages des diverses époques a été variable. La découverte des mines de Potosi a bien entendu stimulé les exportations d'argent. Selon Earl J. Hamilton:
- Pendant la décade 1521-1530, environ 97 pour 100 était de l'or.
- Dans la décade suivante, 1531-1540, par suite de l'ouverture des mines d'argent du Mexique et du Pérou, il y eut six fois plus d'argent que d'or.
- Il finit, dans la dernière décade du siècle, par y en avoir 187 fois plus.

Entre 1550 et 1660, la quantité d'argent introduite en Europe par le canal officiel est estimé à 18 000 tonnes, la quantité d'or importée dans les mêmes conditions ne représente plus que 200 tonnes.

### Mines d'or
Mines d'or d'Europe
L'or de l'Amérique précolombienne
Le premier or ramené des Indes consistait en les objets acquis par les conquistadores qui étaient refondu en lingots et acheminés vers l'Espagne. En 1492, environ 200 lingots de « tumbaga » d'argent furent découverts dans une épave au large de l'île de Grand Bahama. Ils étaient composés principalement d'argent, de cuivre et d'or issus d'objets acquis par les conquistadors de Cortés, fondus puis coulés en lingots pour le transport à travers l'Atlantique. Le Tumbaga consistait en un alliage d'or, de cuivre et d'argent en proportions variables.
Mines d'or
Mines d'or du Chocó

### Mines d'argent
Mines d'argent du Mexique
Hernán Cortés découvrit de nombreuses mines d’argent et établit la mine de Taxco en 1528. On doit à Juan de Tolosa la fondation des Zacatecas. Ce sont les deux mines les plus significatives du Mexique. Dans la Vice-royauté de Nouvelle-Espagne, après Taxco (1528) et Pachuca, les Espagnols ouvrent aussi des mines plus petites à Sultepenue et Tlapujahua. Suivent Zacatecas (1546), en  1550 pas moins de 34 mines sont exploitées dans le même massif, Guanajuato (1560) qu'fait progressivement de l'ombre à Taxco. L'unité de peuplement et d'exploitation minière s'apelait reales de minas 
Mines d'argent du Pérou
Le contrôle espagnol des mines a commencé avec l'arrivée de Gonzalo Pizarro et Hernando Pizarro en 1538. Dans la vice-royauté du Pérou, la première mine exploitée est celle de Porco (1544), rapidement éclipsée par celle de Potosí dans l'actuelle Bolivie - exploitée à partir de 1545. Pedro Fernandez de Vélasco qui avait vu employer le mercure au Mexique pour affiner l'argent le fit servir à cet usage à Potosí pour la première fois en 1572. L'argent était extrait par le travail forcé des Indiens, institué par Francisco de Toledo au travers d'une transformation de l'institution inca de la mita. D'autres mines découvertes et mises en exploitation prennent probablement le relais: Oruro (1606), Cerro de Camana (1606), Chila (1613), San Antonio de Esquilache (1619), Caylloma (1626), Uspallata (1638), Laicacota (1657), Cerro de Pasco (1630). Les conditions d'exploitation de ces mines pour les indigènes asservis par l'encomienda étaient épouvantable. Le transport se faisait par portage à dos de mules.
Mines d'argent du Japon
Le Japon possède des mines d'argent qui en font un troisième centre de production mondiale d'argent avec les mines américaines[réf. nécessaire]: Iwami Ginzan (« la montagne d’argent d’Iwami ») a été en service du XVIe au XIXe siècle.  À son apogée au début du XVIIe siècle, sa production annuelle (30 tonnes) a compté pour un tiers de la production mondiale.

### Mines de mercure
La production de l'argent est étroitement liée à la production d'un autre métal, le mercure. Le mercure entre pour une part considérable dans les frais d'extraction. Encore au XIXe siècle, Le procédé d'amalgamation à froid, qui est le plus usité dans les mines américaines, exige un capital considérable en mercure. On n'en consomme pas moins de 3 kilogrammes pour obtenir 2 kilogrammes d'argent.
Quand le mercure est rare et cher beaucoup de mines trop peu productives doivent être abandonnées. Quand il est en abondance et à bon marché on en reprend avec succès l'exploitation.
Le mercure se trouve généralement sous forme de cinabre. Quelques filons remarquable sont historiquement exploitées : le plus important des gisements est Almadén en Espagne, connu depuis l’Antiquité, le second en importance, Idrija, dans l'actuelle Slovénie, découvert en 1490 ; les mines de mont Amiata en Italie également connues depuis l’Antiquité, Huancavelica, au Pérou, découvert en 1564.
Au début du XVIe siècle, la mine d'Idrija se développe sous le contrôle de la république de Venise, qui fait appel à des maîtres mineurs allemands et commercialise, le mercure partout en Europe centrale, en Méditerranée orientale et en Flandre. Un test d’amalgamation initial pour l'extraction de l'argent est probablement réalisé à Venise en 1507. La puissante dynastie commerciale des Fugger, originaire de sud de l'Allemagne, acquiert une position dominante dans les mines de métaux non-ferreux en Europe, grâce à un accord avec la maison régnante des Habsbourg. Almadén faisait partie de cette entité, et l'extraction du mercure y est relancée en 1550 environ, en raison de son usage dans l'extraction des métaux précieux, à partir de gisements d'Amérique du Sud et d'Amérique centrale, laquelle était parmi les principales motivations de l'expansion coloniale espagnole. L'or est initialement principalement concernée, mais très rapidement le processus d'amalgame est appliqué à grande échelle, à l'extraction à froid de l'argent, méthode qui ne nécessite pas de fours, pas plus que d'abondantes réserves de bois de chauffage. L'exploitation dans les Andes et au Mexique utilise ce processus, qui nécessite de grandes quantités de mercure. Alors que l'exploitation dans les Andes a profité de la découverte des dépôts de mercure à Huancavelica, la Nouvelle-Espagne a dû importer massivement du mercure des mines européennes. Le Patrimoine du mercure. Almadén et Idrija rend compte de la contribution importante à l'histoire de l'humanité qu'ont eu l'exploitation ces deux sites. 
Les routes terrestres du mercure ont laissé des vestiges à leur départ, à Almadén vers les ports de l’Andalousie et à Idrija vers Trieste. La route atlantique du mercure, dans le sens est-ouest, et la route de l’argent, en retour, ont eu des conséquences économiques considérables en Espagne et en Europe, ainsi qu’en Amérique, du XVIe siècle au début du XIXe siècle.

## Hôtels de monnaie

### En Europe
Hongrie
Amsterdam
Anvers

### Le Nouveau Monde
Empire espagnol

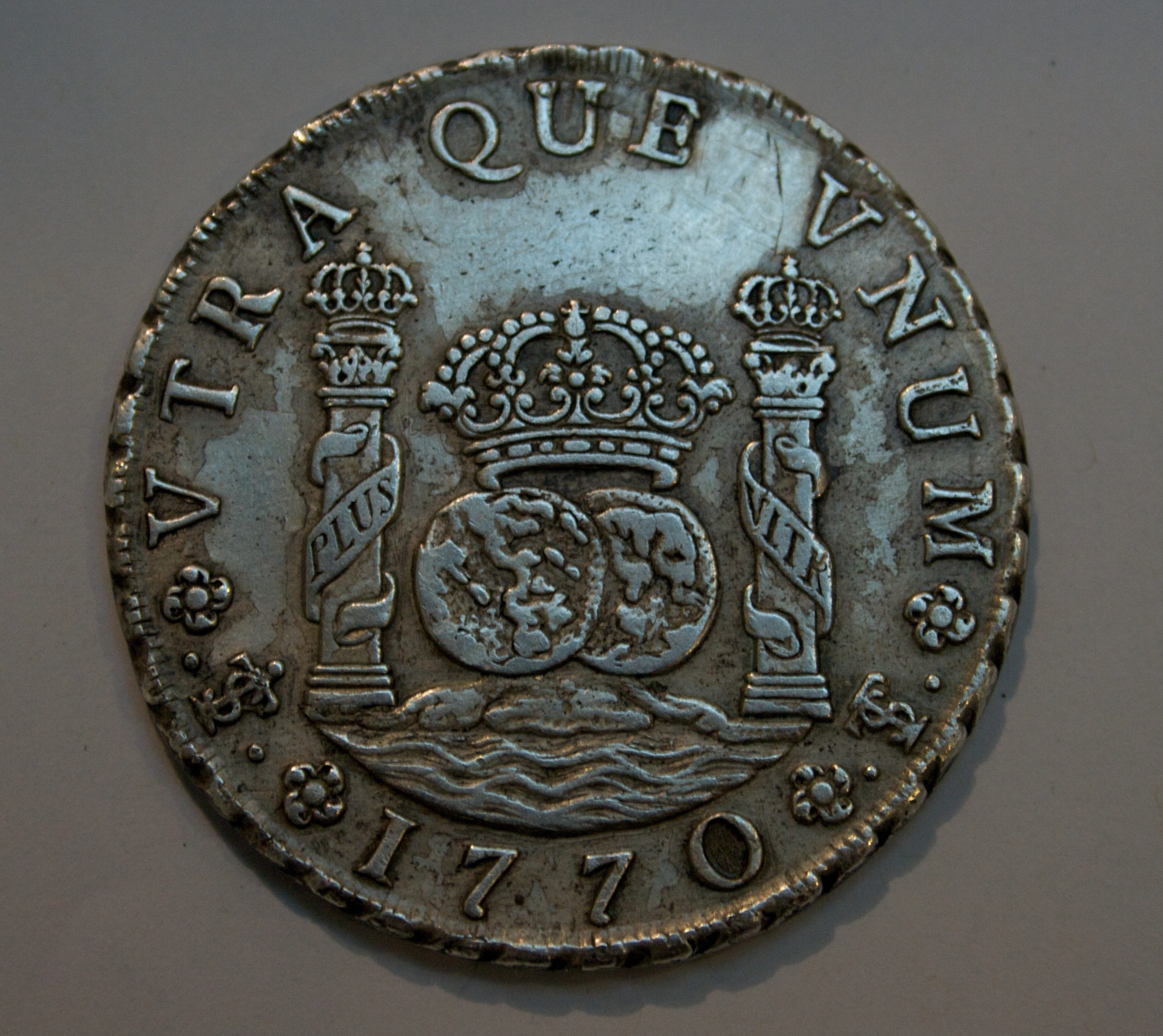
Pièce de huit en argent de Potosi avec la devise Plus Ultra de Charles Quint, 1770, British Museum

Des hôtels de monnaie, ou hôtels de frappe - Casa de la Moneda en espagnol- sont fondés pour battre monnaie.
- Mexico (1536-1821)
- Santo Domingo (1542-1595)
- Lima - Casa de Moneda de Lima -(1568-1824)
- La Plata (1573-1574)
- Potosí - Casa de la Moneda de Potosí - (1575-1821)
- Santa Fé de Bogota (1622-1820)
- Cuzco (1697-1824)
- Guatemala (1733-1821)
- Santiago de Chile (1749-1817)
- Popayan (1758-1822)

Mexico et Potosi apparaissent très tôt comme les piliers de la production de monnaie pour le continent. Santa Fé de Bogota et Lima viennent doubler la production autour du  XVIIe siècle. Au Brésil les hôtels de Monnaie débutent fin XVIIe siècle: Bahia, Pernambuco, Rio de Janeiro, Ouro Preto..
Pour les seuls hôtels de monnaies mexicains la production sera de plus de 2 milliards (2.127.865.791) de peso entre 1536 et 1821.
Une unité monétaire en réal émerge, la pièce de huit qui inonde le marché mondial. De par son usage en Europe, aux Amériques, et en Extrême-Orient, elle devint la première devise mondiale, XVIIe siècle. Elle servira d'étalon au dollar américain ainsi que toutes les monnaies modernes en peso.

## Réseau de commerce espagnol

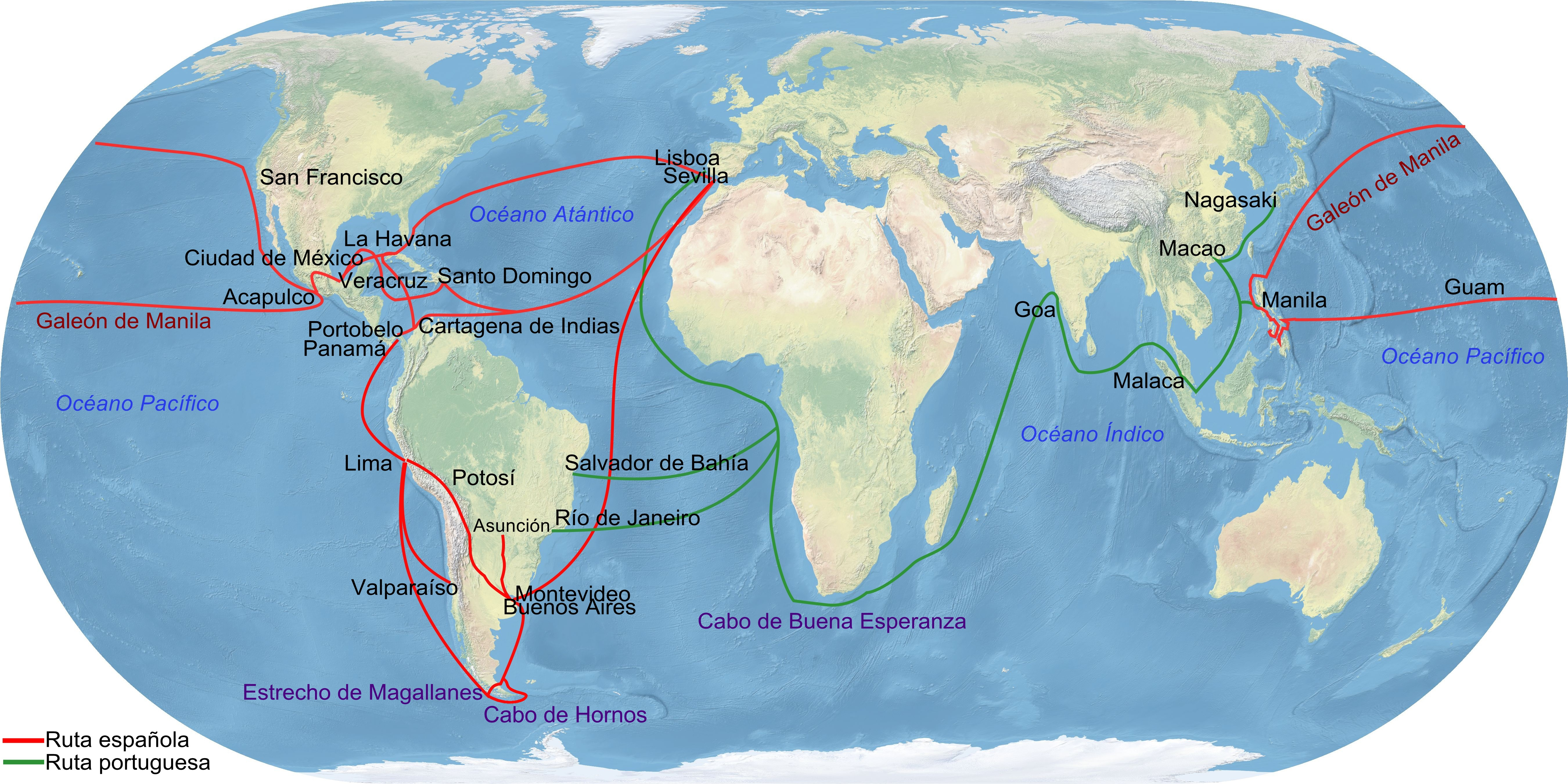
Routes commerciales de l'Empire espagnol

Les flux de marchandises étaient principalement réalisées par: 
- Le flotte des Indes sur l'Atlantique
- La galion de Manille sur le Pacifique

### Réseau de chemins
Le portage sur terre ferme se faisait à pied, avec des animaux de bât et pouvait profiter des réseaux de chemins de l’Amérique pré-hispanique:
- Au Mexique, le, Camino Real de Tierra Adentro, étendu par Juan de Oñate en 1598 jusqu’au Nouveau-Mexique.
- Au sud, le Qhapaq Ñan, le réseau de chemins développé par l'Empire Inca.

### Flotte des Indes

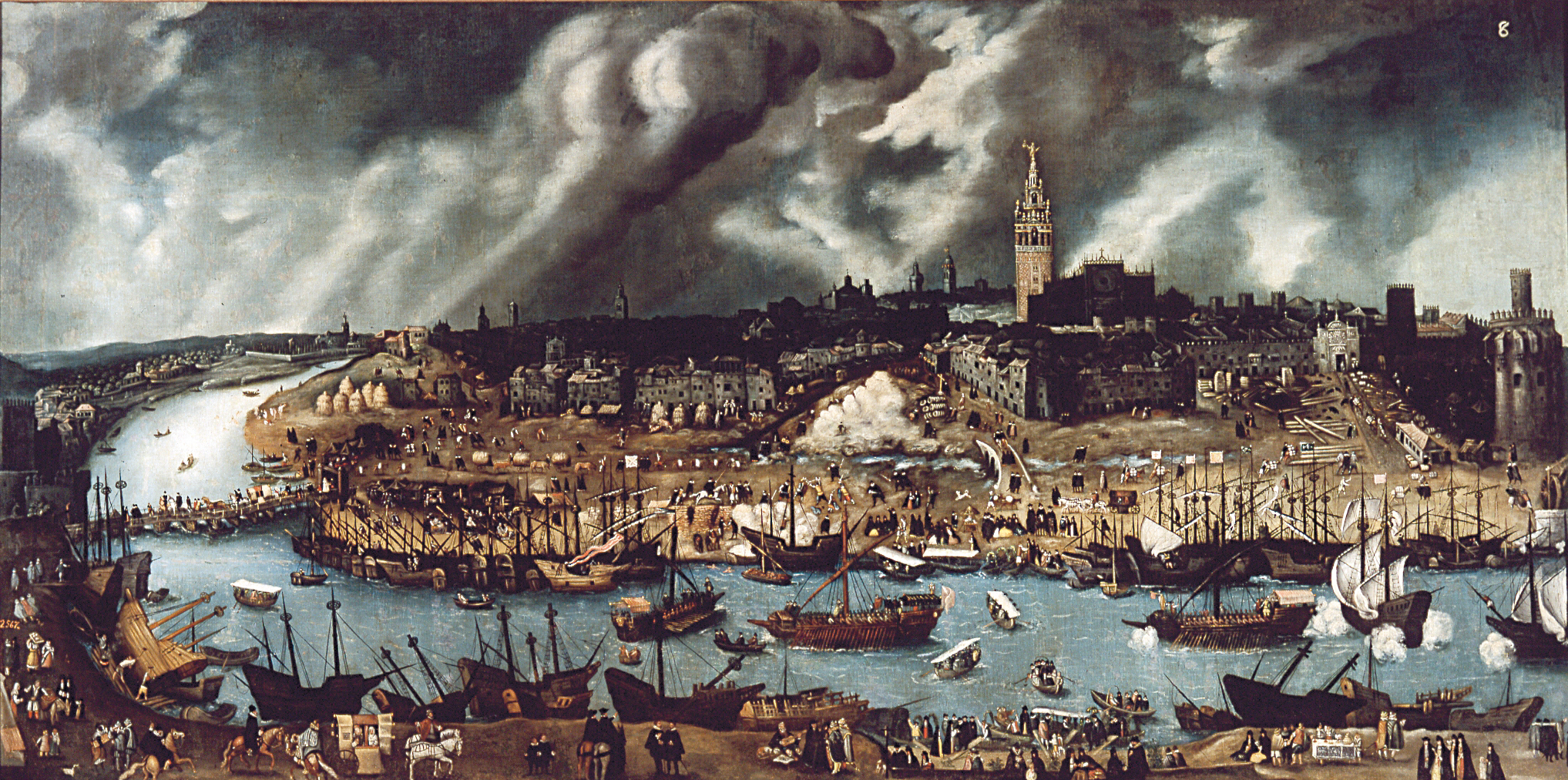
Séville au XVIe siècle.

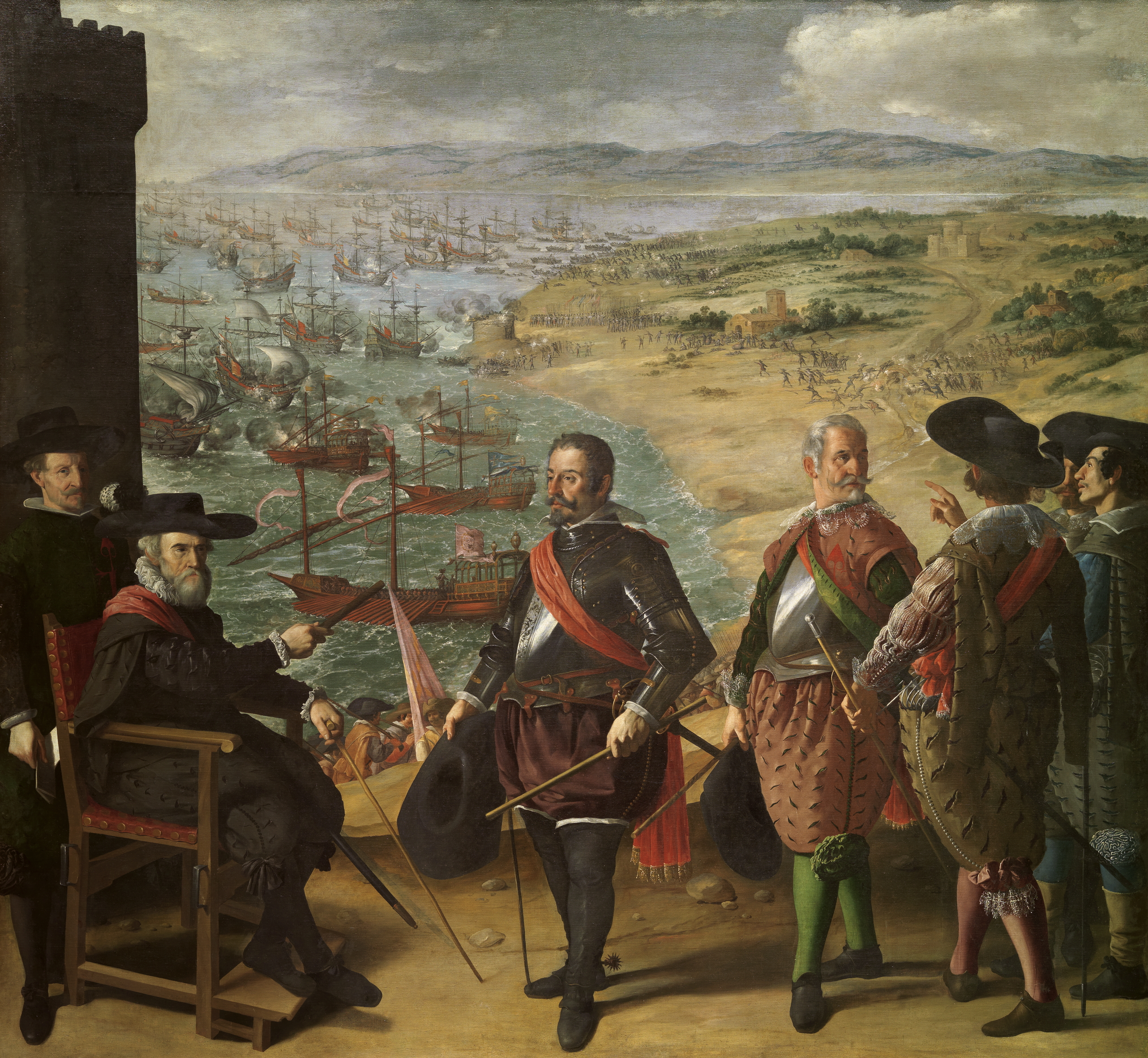
Francisco de Zurbarán, Défense de Cadix contre les Anglais, 1634, Musée du Prado

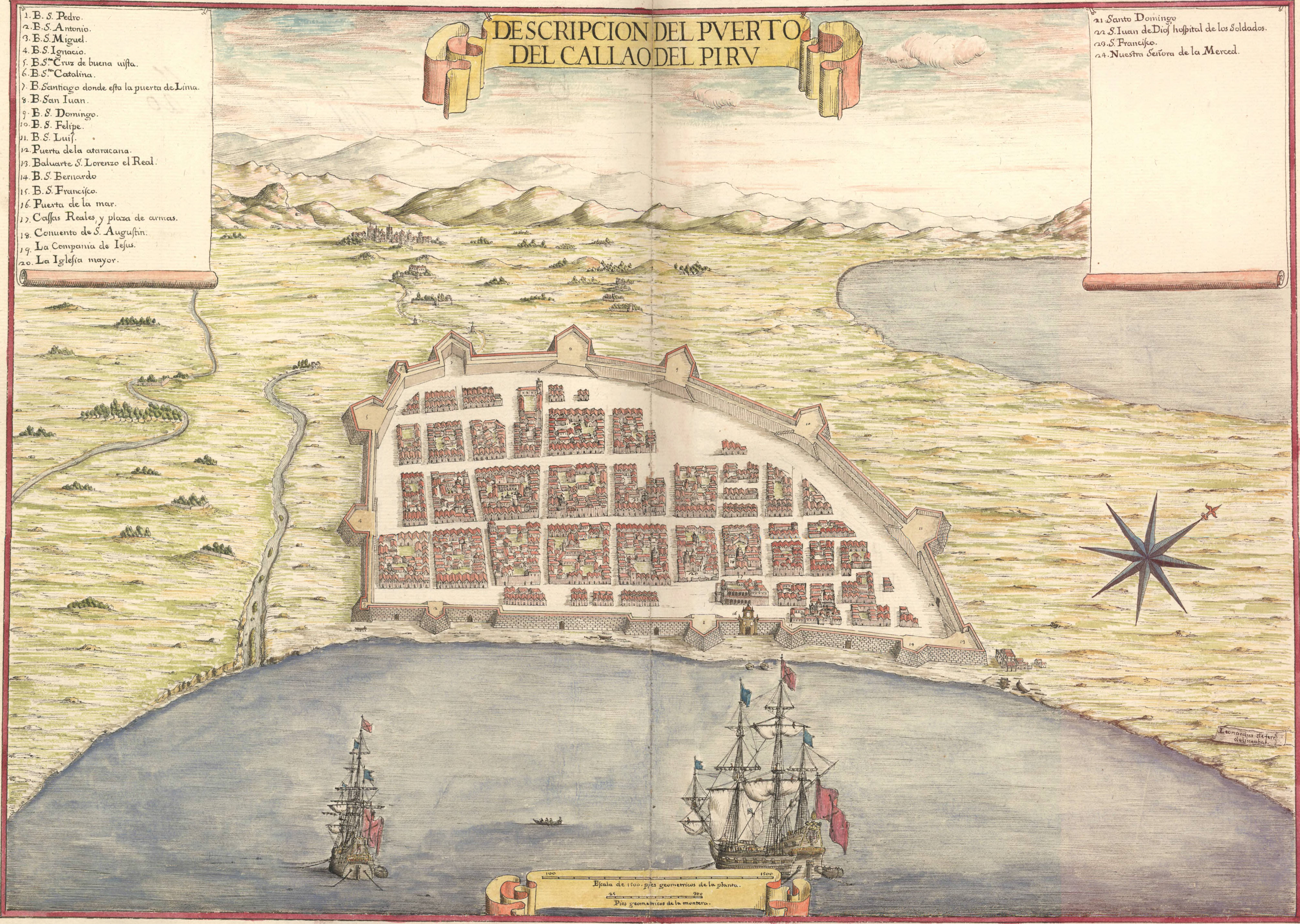
Carte de Callao (1655).

À Portobelo (Panama) se tiennent des foires où les Indiens - les Peruleros - même les plus éloignés (particulièrement ceux de Lima) apportent leur argent et autres marchandises qui consistent en lingots d'or, barres d'argent, pièces de huit, perles, poudre d'or, laines de vigogne, bois de campêche qui sert aux teinturiers, cacao, etc. Toute la bonté de ce commerce consiste à savoir les besoins en marchandises européennes des colonies et d'autre part savoir si le nombre des marchandises que la flotte apporte à Puerto Belo est plus grand ou moindre que les lingots d'or, d'argent et les pièces de huit ou autres marchandises que les Peruleros apportent aussi à cette foire. Les uns et les autres ne repartent pas avec leur marchandise ce qui fait qu'il peut arriver que certaines marchandises soient négociées à « vil prix ». D'autre foires se tiennent à Buenos Aires et à Vera Cruz.
L'or et l'argent, en provenance du Haut Pérou, sont acheminés à Arica puis Callao, le port de Lima et sont transportés par une flotte espagnole (L'histoire a retenu le Nuestra Señora de la Concepción qui fut capturé par sir Francis Drake le 1er mars 1579) jusqu'aux ports de Casco Antiguo (Panama ou Panamá Viejo) sur la côte pacifique de la Tierra Firme (isthme de Panama) où ils sont débarqués. À dos d'esclaves en provenance d'Afrique, ou de mules, sur la venta de Cruces, et dans des barques, sur le rio de Chagre, le métal était alors acheminé jusqu'à Nombre de Dios (À Portobelo ensuite, via le Camino Real), sur la mer des Caraïbes, côté Atlantique.
Dans ce port de transbordement, la deuxième flotte espagnole basée à l'arsenal de Carthagène des Indes prend ensuite en charge la cargaison pour l'amener en Espagne. Elle s'arrête à Carthagène et ensuite à La Havane où elle attend la partie de la flotte desservant Veracruz au Mexique. Les bateaux partent de Cadix au mois de mars pour revenir au mois d'octobre.
La Flotte des Indes composée de galions fortement armés de canons et de navires marchands - quitte chaque année l'Espagne - à partir du port de Séville par le Guadalquivir qui s’envase progressivement - puis, à partir de 1717 principalement, à partir du port de Cadix - à destination du Nouveau Monde. Les flottes déchargent leurs marchandises espagnoles (produits manufacturés ou esclaves) et embarquent les produits américains : métaux précieux - argent et or.  

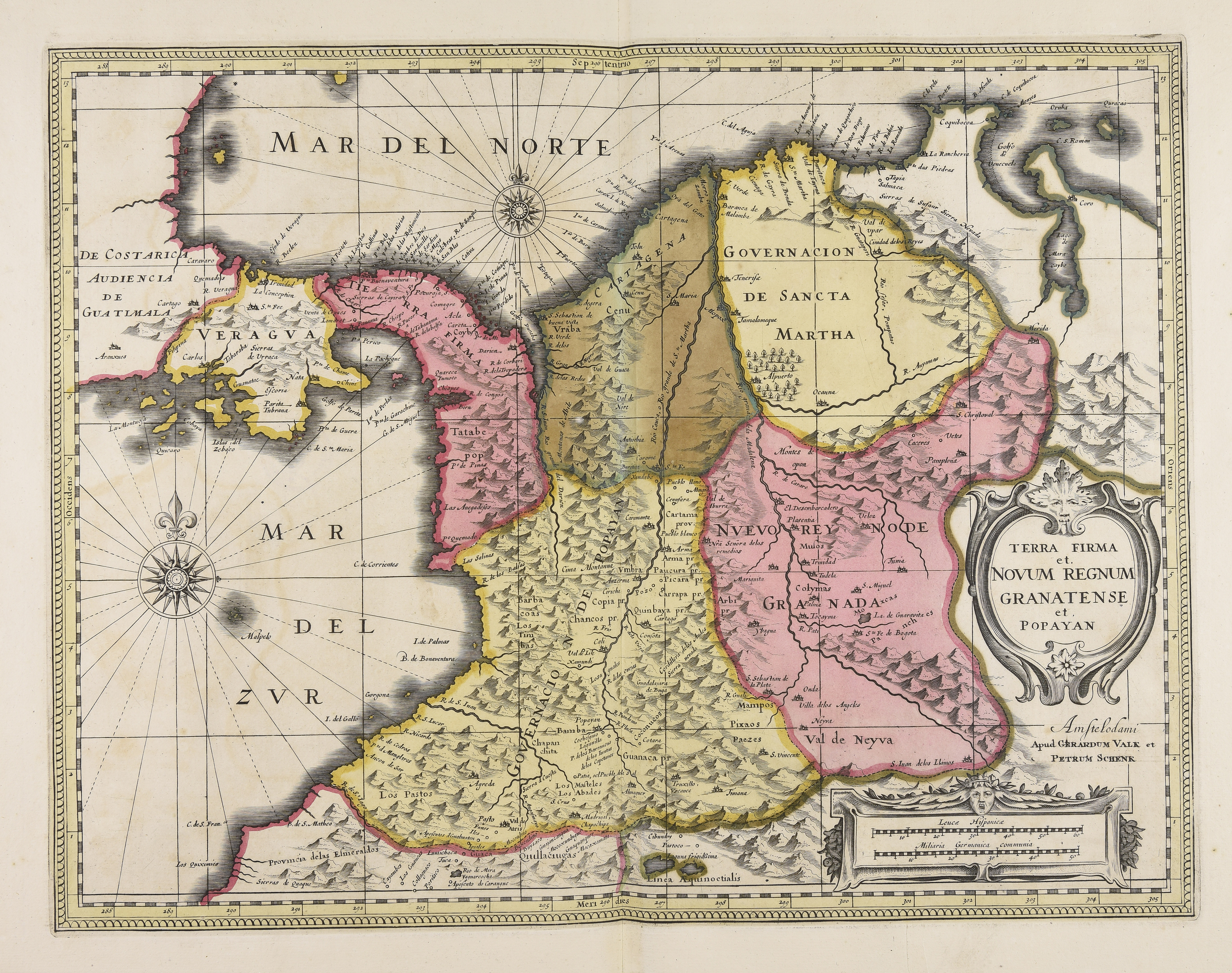
Ancienne Tierra Firme, Mare del Norte au Nord, sur l'Atlantique et Mare del Zur au Sud sur le Pacifique. Sur l'isthme, les ports de Panama et Nombre de Dios et Porto Bello. À droite le port de Carthagène, port d’attache de l'Armadille du Nord

Le commerce des Indes Occidentales est le monopole du roi d'Espagne et il est défendu sous peine de mort à toute autre nation de commercer directement avec celles-ci. Les pays qui ne font pas partie de la couronne d'Espagne, sont obligés de passer par des marchands espagnols et par là de déposer leurs marchandises à Cadix. Des droits sont bien entendu prélevés au nom du roi d'Espagne (Quinto real). L'Armadille est une escadre de vaisseaux de guerre ordinairement de 6 ou 8, depuis 24 jusqu'à 50 pièces de canon que le roi d'Espagne entretient pour empêcher que les étrangers n'aillent commercer avec les Espagnols ou les Indiens soit en temps de paix, soit en temps de guerre. Elle a même pouvoir et ordre de prendre tous les vaisseaux marchands espagnols qu'elle rencontre à la côte sans permission du roi d'Espagne. La Mare del Zur a son Armadille (Armada del Mar del Sur (es)) aussi bien que Mare del Norte. Celle-ci réside ordinairement à Carthagène et l'autre à Callao.

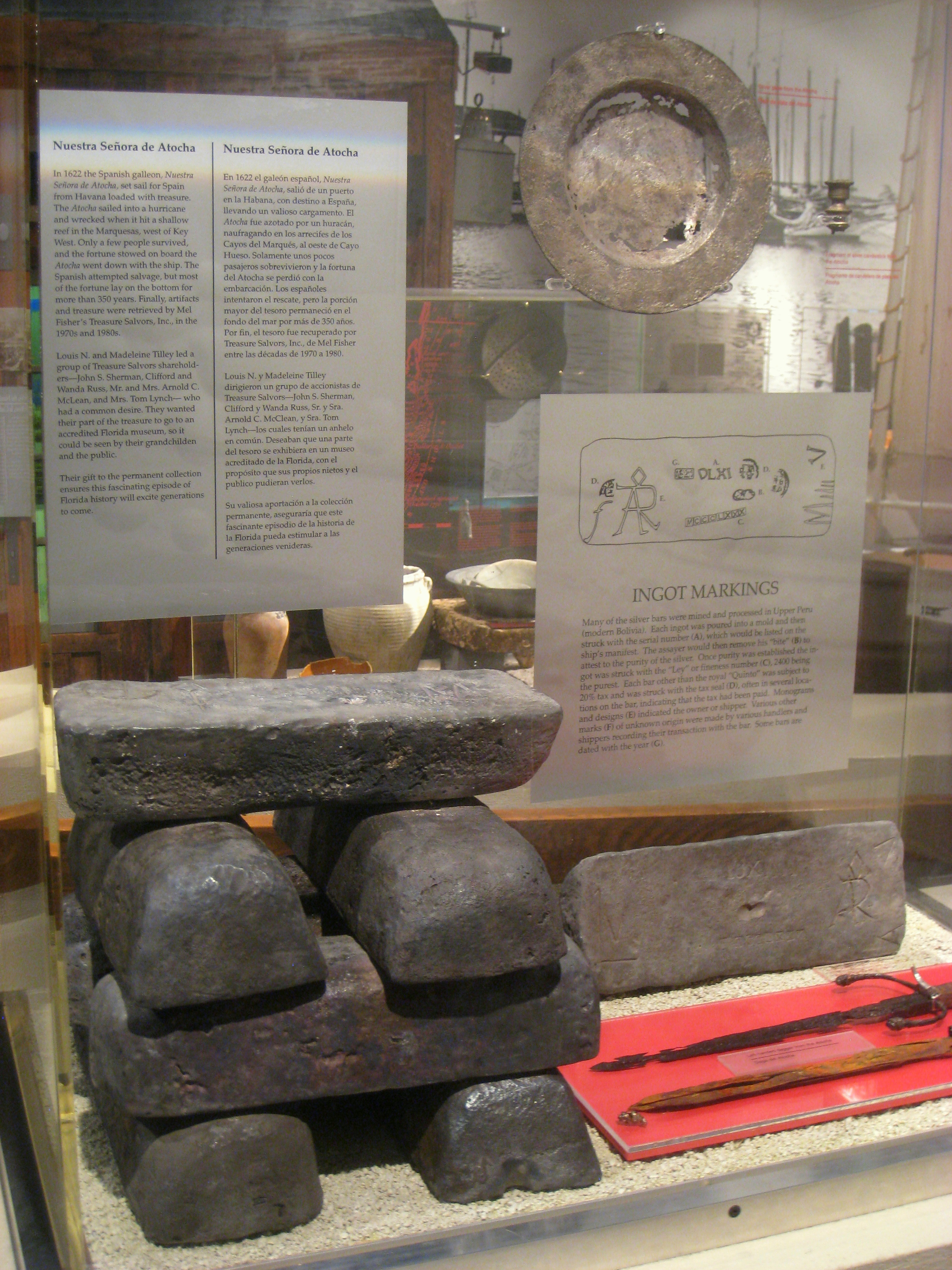
Lingots d'argent du haut Pérou, trouvés dans l'épave de la Nuestra Señora de Atocha coulé dans une tempête en 1622

Les inventaires Archives générales des Indes, ou les épaves retrouvées renseignent sur la composition d'un chargement. Tel le Nuestra Señora de Atocha, un navire qui coula au large de la Floride avec sa cargaison, en 1622, ce bateau contenait 24 tonneaux d'argent en 1038 lingots, 180 000 pesos en monnaie d'argent, 582 lingots de cuivre, 125 barres et disques d'or colombien, 350 coffres d'indigo, 525 fardes de tabac, 20 canons de bronze, 1200 livres d'argenterie travaillée. À cela pouvaient s'ajouter des articles passés en contrebande pour éviter l'impôt, ainsi que les objets personnels de l'équipage et des passagers.
La destruction de Portobelo en 1739 par Vernon décide l'Espagne à passer par le cap Horn pour rallier ses colonies d'Amérique du Sud entrainant la déliquescence des ports panaméens. Le siège de Carthagène des Indes par les Anglais en 1741 se solde par un ultime échec de l'empire britannique de faire main basse sur les réseaux commerciaux mis en place par les Espagnols.

### Galion de manille
Le galion de Manille, était le nom donné aux navires espagnols qui traversaient une ou deux fois par an l'océan Pacifique entre Manille, aux Philippines espagnoles, et Acapulco au Mexique, principal port de la côte Pacifique de la Nouvelle-Espagne.
À son retour débutait une foire à Acapulco où les marchands négociaient la cargaison de soies, porcelaines, ivoires et pièces laquées du galion. Les marchandises à destination de l'Europe étaient ensuite transportées par voie de terre jusqu'à Veracruz, puis chargées par les galions de la flotte des Indes, qui les emmenaient en Espagne. 
Le galion suivait également le trajet inverse, partant d'Acapulco et se dirigeant vers les îles Philippines, après avoir fait escale à Guam.

## Piraterie et commerce au noir
Inutile de dire que les ports de même que les navires de l'Empire espagnol, deviendront l'objet de toutes les convoitises de la part des corsaires, pirates et flibustiers et plus généralement des autres nations dont l'Angleterre. Les noms de Jacques de Sores, Joseph Bradley, Edward Vernon, Henri Morgan, Francis Drake sont associés à la légende.
La piraterie et le commerce au noir constitue une part non négligeable du trafic des marchandises.

## Flux des métaux précieux
- Territoires soumis au Conseil de Castille
- Territoires soumis au Conseil d'Aragón (es)
- Territoires soumis au Conseil de Portugal (es)

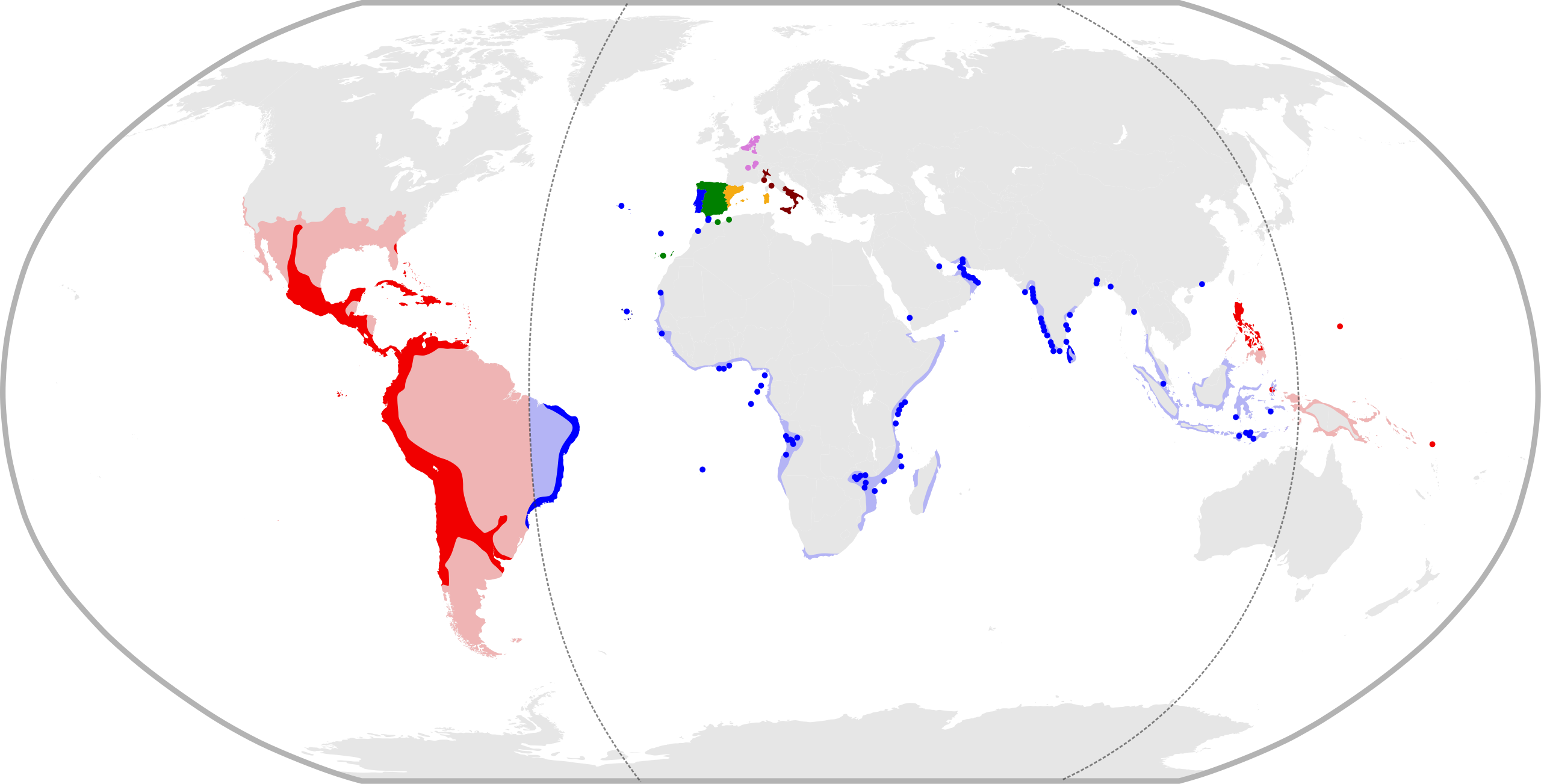
Royaume de Philippe II en 1598 :
Territoires soumis au Conseil de Castille
Territoires soumis au
Territoires soumis au
Territoires soumis au Conseil d'Italie
Territoires soumis au Conseil des Indes
Territoires soumis au Conseil de Flandre (comté de Flandre), y compris les territoires disputés aux Provinces-Unies.

Les chiffres produits plus loin sont le résultat des investigations de Earl J. Hamilton (1934), rapportées par l'historien Lucien Febvre. Hamilton se documente auprès des Archives générales des Indes, dans lesquelles toutes les transactions faites par la Casa de Contratación - l'administration coloniale espagnole - sont répertoriées.
D'autres auteurs se sont penchés sur le sujet. Parmi ceux-ci, Alexander von Humboldt, ou plus récemment Michel Morineau.

### Les estimations de Earl J. Hamilton
L'origine se prend à des dates différentes, selon qu'on étudie les importations faites par la Couronne ou celles qui vont aux particuliers. Pour les premières, les documents partent de 1503, date de fondation de la Casa de Contratación; pour les secondes, ils ne commencent qu'en 1535 ; ce n'est donc qu'à partir de cette dernière date qu'on peut dresser une courbe des importations totales, réserve faite naturellement de la contrebande, impossible à chiffrer. 
De 1503 à 1535, les importations faites par la Couronne demeurent de médiocre importance. Évaluées en maravédis d'argent, elles ne représentent, en chiffre rond, que:
- 20 millions de maravédis pour la période quinquennale 1506-1510 (34 millions de 1503 à 1510) ;
- 28 millions pour la période 1511-1515 ; 23 millions pour la période 1516-1520
- 3 millions 160 000 seulement pour la période 1521-1525 : Hamilton explique ce chiffre anormalement bas par la Guerre des Communautés de Castille (1520 - 1522) - révolte des Comuneros - plus exactement, par la psychologie des officiers royaux d'outre-mer qui n'envoyaient qu'à contre-cœur les richesses des Indes en Castille pendant des troubles à l'issue incertaine.

Brusquement, en 1536, les chiffres montent. La période 1536-1540 accuse une importation de 121 millions et demi de maravédis pour le compte de la Couronne, et de 233 millions pour les particuliers : au total, 354 millions et demi. L'ascension continue alors, avec des arrêts suivis de reprises ; les recettes de la Couronne atteignent leur plus haut chiffre :
- 902 millions pour la période 1591 et 1595 ;
- 987 millions 688 000 pour la période 1596 et 1600 ;

Le dernier chiffre montre bien que la destruction de l'Armada espagnole, en 1588, n'a pas eu de conséquences nuisibles pour le trafic des galions.

### Chronologie duXVIesiècle
Le Siège d'Anvers en 1585 par l'Espagne marque le déclin d'Anvers, et amorce l'âge d'or des Provinces-Unies néerlandaises dont le centre est Amsterdam. Les acquisitions de ce qui devient en 1602, en fusionnant, la Compagnie néerlandaise des Indes orientaleset la Compagnie néerlandaise des Indes occidentales contribuent à l’émergence d'un Empire colonial néerlandais. L'Angleterre s'allie à la Hollande, et la Guerre anglo-espagnole est déclarée en 1585, elle durera jusqu'au Traité de Londres de 1604, défavorable à l'Angleterre.
- En 1589, l'expédition Drake-Norreys, consécutive à l'échec Invincible Armada espagnole de 1588, vise in fine à paralyser la flotte des Indes, mais est au total un échec cuisant pour l'Angleterre.
- En 1590, Sir Martin Frobisher commande le Revenge lors d'une expédition infructueuse le long de la côte espagnole afin d'intercepter la flotte des Indes.

### Déclin duXVIIesiècle?
Selon Earl J. Hamilton, un déclin s'amorce au XVIIe siècle. De 1656 à 1660 les importations totales (Couronne et particuliers) sont tombées au-dessous du chiffre qu'elles avaient atteint entre 1536 et 1540. Selon d'autres sources, il n'y a pas de déclin au XVII, la structure productrice des Casas de Moneda allant en se renforçant.

#### Selon Earl J. Hamilton
À partir de 1601, chute régulière et rapide.
- 587 millions pour la période 1601-1605;
- 649 millions pour la période 1611-1615;
- 440 millions pour la période 1621-1625;
- 426 millions pour la période 1631-1635;
- 418 millions pour la période 1641-1645;
- 201,5 millions pour la période 1651-1655;
- 54,5 millions pour la période 1656-1660.

La courbe des importations privées descend, elle aussi. L'allure est assez particulière. Pendant toute la décade 1591-1600, on demeure au-dessus des 2 milliards ; chute de 1601 à 1605 (1 milliard 600 000) ; reprise de 1606 à 1610 (2 milliards) ; rechute de 1611 à 1615 (1 milliard et demi) et nouvelle reprise de 1616 à 1620 (2 milliards 300 000) ; après quoi, chute constante et sans paliers cette fois, ni reprises : on tombe au-dessous du milliard de 1641 à 1645 ; on en est à 248 millions de 1656 à 1660 ;
Cette chute dont l'origine pourrait trouver différentes origines toutes sujettes à spéculation: Diminution de la production des mines du Potosi à la fin du XVIIe siècle ; augmentation constante du coût de la main-d’œuvre et des matières premières nécessaires pour l'exploitation des mines; accroissement, aux colonies, de la population et du commerce qui absorbent pour les monnaies locales des quantités croissantes de métal; activité de plus en plus marquée des marchands interlopes qui pourvoient les colons d'objets manufacturés et les échangent contre des espèces qui ne retournent pas en Castille; faiblesse croissante du pouvoir central: les successeurs de Philippe II, impuissants à obtenir des administrations un rendement utile et efficace.

#### Selon Humboldt
Les estimations de Humboldt vont dans le sens :
| Période   | Pesos de plata (Pièces de huit) |
| --------- | ------------------------------- |
| 1492-1500 | 250 000                         |
| 1500-1545 | 3 000 000                       |
| 1545-1600 | 11 000 000                      |
| 1600-1700 | 16 000 000                      |
| 1700-1750 | 22 500 000                      |
| 1750-1803 | 35 300 000                      |

#### Comparaison selon différents auteurs
|           | Hamilton | D.Ortiz | G.Fuentes | Morineau |
| --------- | -------- | ------- | --------- | -------- |
| 1601-1605 | 40,3     |         |           | 40,3     |
| 1606-1610 | 51,9     |         |           | 51,9     |
| 1621-1625 | 44,6     | 56,4    |           | 46,1     |
| 1621-1625 | 44,6     | 56,4    |           | 46,1     |
| 1651-1655 | 12       | 16,6    | 11,7      | 21,4     |
| 1696-1700 |          |         | 1,9       | 66,0     |

#### Chronologie duXVIIesiècle
De nombreuses batailles navales et tempêtes catastrophiques émaillent l'histoire de la flotte des Indes. Citons:
- Le Traité de Londres, signé le 18 août 1604, met fin à la guerre anglo-espagnole, qui a duré 19 ans. Le traité garantit la fin des perturbations anglaises de temps de guerre, contre le trafic maritime transatlantique espagnol. L'Angleterre et l'Espagne demeurent en paix jusqu'en 1625.
- En 1622 plusieurs bateaux de la Flotte des Indes sont perdus avec leur cargaison, dont le Nuestra Señora de Atocha;
- En 1628, lors de la bataille de la baie de Matanzas, le Hollandais Piet Hein, de la Compagnie néerlandaise des Indes occidentales met la main sur une partie du trésor de la flotte.
- En 1623, le hollandais Jacques L'Hermite échoue à prendre Callao.

Lors de la Guerre anglo-espagnole (1654-1660), la marine britannique réussit par deux fois à détruire la flotte. Entre 1653 et 1659 un seul convoi parvient à Carthagène des Inde:
- En 1638,du 30 août au 3 septembre, l'amiral néerlandais Cornelis Jol échoue à deux reprises dans sa tentative de s'emparer de la flotte des Indes défendue par Carlos de Ibarra à la bataille de Cabañas sur la côte sud de Cuba[13]. En 1640, Jean Armand de Maillé remporte une victoire au large de Cadix et empêche la flotte de se rendre en Amérique.
- En 1653, etc.
- En 1656, lors de la Bataille de Cadix (1656), une partie du trésor est coulée, et l'autre emportée par les Britanniques.
- En 1657, Lors de la Bataille de Santa Cruz de Tenerife (1657)...
- En 1697, Carthagène est prise par les Français et rançonnée.

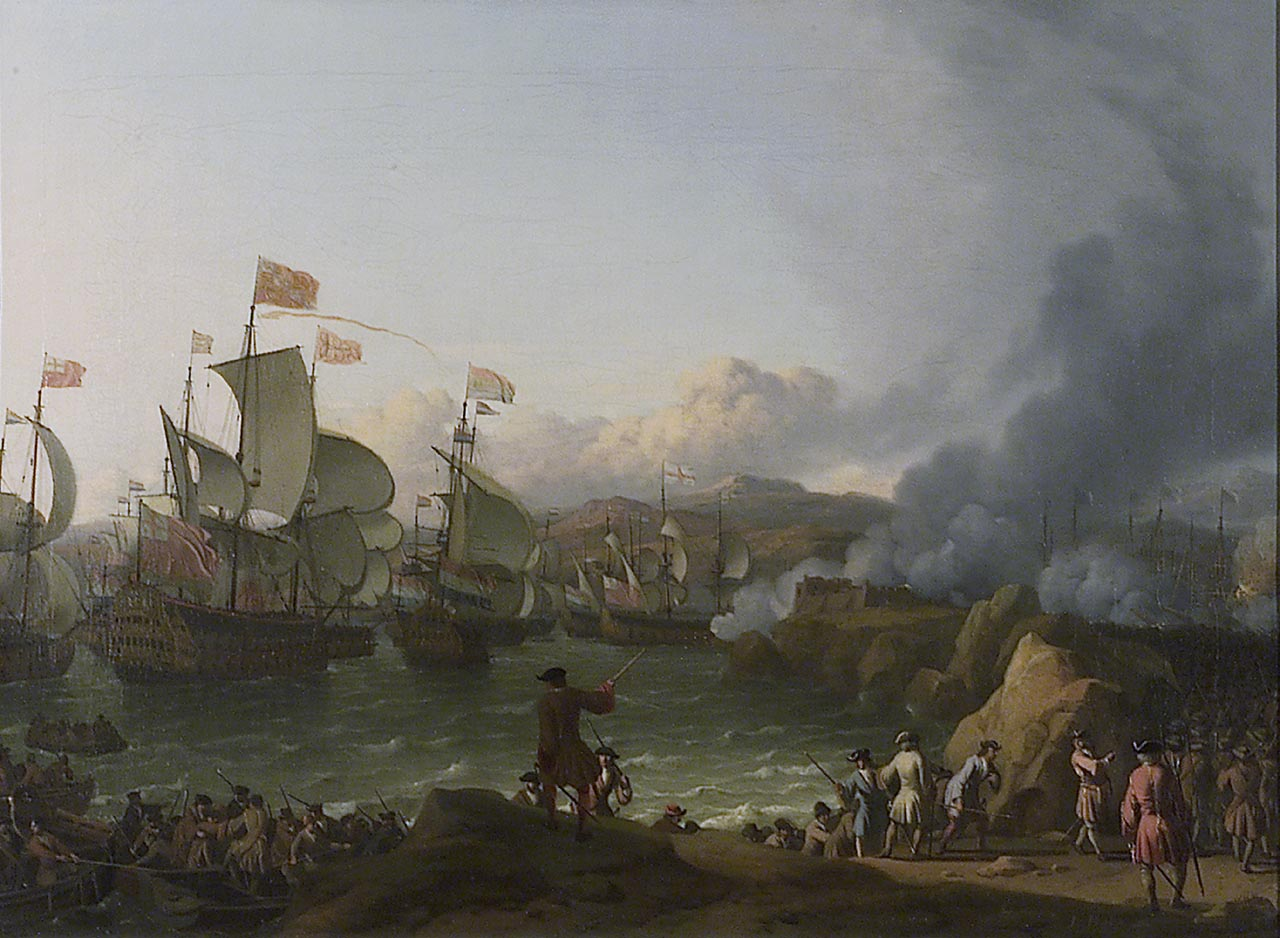
Bakhuizen, Battle of Vigo Bay

#### Chronologie duXVIIIesiècle
- En 1700, Maison de Bourbon
- 1701-1714: Guerre de succession d'Espagne.
- En 1702, Bataille navale de Vigo, les Britanniques font main basse sur le trésor.
- En 1708, une partie de la flotte est capturée par les Britanniques sous les ordres de Charles Wager lors de la bataille de Baru, le 28 mai 1708. Le San Jose est coulé avec sa cargaison.
- En 1711, Capture du San Joaquin au large de Carthagène par une escadre britannique.
- En 1715, la flotte, dont le navire la Urca de Lima est entièrement perdues dans une tempête au large de la Floride. Une partie du trésor sera retrouvée par la suite.
- En 1727-1729, Guerre anglo-espagnole (1727-1729), en 1727, le blocus de Portobelo (en) est déjoué par Antonio Gaztañeta. Le trésor se monte à 31 million de pesos.
- En 1733, la Flotte est anéantie.
- En 1738-1741, Guerre de l'oreille de Jenkins catastrophique pour les Britanniques. Destruction de Porto Bello et défaite devant Carthagène.
- En 1748, bataille de La Havane, une tentative de l'empire britannique de s'emparer du trésor.
- 1756-1763, Guerre de Sept Ans
- En 1804, le 5 octobre, le Nuestra Señora de las Mercedes est coulé par les Britanniques lors de la Bataille de Cape Sante Maria au large du sud du Portugal.
- En 1813, Indépendance du Mexique.

## En Chine et au Japon
Tomás de Mercado, érudit espagnol, dans son Summa de Tratos y Contratos, Séville, 1571:
« Les prix élevés ont ruiné l'Espagne, tout comme les prix ont attiré les produits asiatiques, et la monnaie d'argent coulait pour les payer. Les rues de Manille dans le territoire espagnol des Philippines pourrait être pavées du granit employé comme lest pour les navires chinois venus chercher l'argent à destination de la Chine ».
Ralph Fitch, marchand britannique, compte rendu de ses voyages aux Indes, publié en 1599:
« Lorsque les Portugais vont de Macao, la ville portuaire la plus au sud de la Chine, au Japon, ils amènent beaucoup de soie blanche, d'or, de parfum, et de la porcelaine et ils n'apportent du Japon rien d'autre que de l'argent. Ils ont un grand navire qui va au Japon chaque année, et ramène la valeur de l'argent japonais plus de 600.000 pièces de monnaie. Les Portugais utilisent cet argent japonais à leur grand avantage en Chine. Les Portugais emportent de Chine or, parfums, soie, cuivre, et porcelaine, ainsi que beaucoup d'autres produits de luxe »
Cette économie basée sur l'argent est le siège de pénuries d'argent chroniques. Ainsi Wang Xijue, fonctionnaire de la cour de la dynastie Ming, rapporte à l'empereur en 1593: « Les vénérables anciens de ma région d'origine expliquent la raison pour laquelle le grain n'est pas cher malgré les mauvaises récoltes de ces dernières années est entièrement due à la rareté des pièces d'argent. Le gouvernement national a besoin d'argent pour les impôts mais débourse peu d'argent dans ses dépenses. Comme le prix du grains chute, les travailleurs de la terre reçoivent des rendements plus faibles sur leurs travaux, ainsi moins de terre sont mises en culture. »

## Conséquences

### Banqueroutes espagnoles
Les Habsbourg d'Espagne font banqueroute en 1557, 1575, 1596, 1607, 1627 : la légende veut que l'or et l'argent des Amériques ne suffit pas à financer les tentatives de constructions impériales mais la cause principale est que les dépenses militaires conduisent à une hausse de la dette flottante tandis que la dette à long terme est proche du maximum compatible avec les impôts autorisés par les Cortès.
Une étude récente montre d'autre-part que la fiscalité en vigueur dans l'Espagne de Charles Quint et de Philippe II était une généralisation de la dette publique dans les cités italiennes. Contrairement à l'idée attachée la Légende noire espagnole, les trois « banqueroute » espagnole du XVIe siècle ont été négociées tant au niveau des banques, qu'au niveau des dix-huit communes qui ont représenté le royaume espagnol - les Cortes - qui sont les administrateurs principaux des impôts, le gouvernement central n'ayant aucun contrôle direct sur une grande partie de l'administration fiscale. Les deux premières crises (1557-1560 et 1575-1577), ont conduit à une augmentation des impôts qui pourraient être utilisés pour le service de la dette à long terme. La résolution de la deuxième et de la troisième crise (1596-1597) a entraîné une réduction du taux d'intérêt,.

### Diffusion mondiale
Les piastre, les fameuses pièces de huit ou peso circulent partout dans le monde.
Un commerçant français à Cadix signalant en 1686 que, sur le total des métaux précieux arrivés en Espagne cette année-là, les commerçants de France en emportèrent pour 4,6 millions de pesos d’argent, les Génois 4 millions, les Hollandais 3,3, les Anglais 2 et les Hambourgeois 1,3 million.
Qu'advenait il des pesos d’argent introduits dans le reste de l’Europe? Il semble bien qu’au moins le tiers ait possiblement été envoyé dans les Hôtels des monnaies de France, Angleterre et Hollande où ils furent refondus ou quelquefois refrappés. Une partie importante de ces pesos d’argent ne furent pas remis aux Monnaies mais passèrent entre les mains de négociants qui les recherchaient afin de procéder à leurs négoces dans d’autres régions où existait une demande de métaux précieux : Baltique, Russie, Levant, Inde et Chine.

### Développement des bourses des valeurs
L'arrivée des remises d'or et surtout d’argent d'Amérique joua un rôle fondamental dans la réalisation des opérations financière de la bourse d'Anvers

### Révolution des prix
La révolution des prix se réfère plus particulièrement au taux élevé d'inflation qui se produisit pendant cette période en Europe de l'Ouest.  Les prix ont en moyenne été multipliés par six en 150 ans. Généralement, on pense que cette forte inflation a été causée par l'afflux d'or et d'argent amené par la Flotte des Indes depuis le Nouveau Monde. Cette théorie était déjà développée par Jean Bodin en 1568.
Cette hausse des prix s'est manifestée jusque dans l'empire moghol (en Inde). Ce n'est que récemment qu'on a mis en corrélation cette augmentation de prix en Inde avec l'afflux d'or et d'argent espagnol dans l'ensemble du monde.